# Shōichi Nakagawa
Shōichi Nakagawa (jap. 中川 昭一 Nakagawa Shōichi; ur. 19 lipca 1953, zm. 4 października 2009) – były japoński minister finansów.
W lutym 2009 roku Nakagawa ustąpił ze stanowiska ministra finansów po tym, jak na konferencji prasowej po szczycie G7 w Rzymie przejawiał dziwne zachowanie, co niektórzy interpretowali jako efekt upojenia alkoholowego. Nakagawa twierdził, iż przyczyną jego niewyraźnej mowy było przyjęcie zbyt dużej dawki lekarstw przed samym spotkaniem. Nakagawa był jednym z najbliższych współpracowników premiera Tarō Asō i wyżej wymieniony incydent uznano jako kompromitację całego rządu.
Zmarł w niewyjaśnionych okolicznościach. 4 października 2009 jego żona znalazła zwłoki w sypialni ich tokijskiego domu. Na jego ciele nie znaleziono żadnych zewnętrznych obrażeń.